# Freiburg im Breisgau
Freiburg im Breisgau (phát âm tiếng Đức: [ˈfʁaɪbʊʁk ʔɪm ˈbʁaɪsɡaʊ]; thường gọi tắt là Freiburg; phiên âm tiếng Việt: Phrai-buốc) là thành phố lớn thứ tư trong bang Baden-Württemberg sau Stuttgart, Mannheim và Karlsruhe, thành phố lớn ở cực nam và cũng là một thành phố đại học nổi tiếng của Đức. Theo thống kê khí tượng học, đây là thành phố nhiều nắng nhất và ấm áp nhất trên toàn lãnh thổ nước Đức, giữ kỉ lục nhiệt độ cao nhất là 40.2 °C.
Các thành phố lớn gần đó là Mulhouse khoảng 40 km về hướng tây-nam trong vùng Grand Est (Pháp), Basel khoảng 60 km về hướng nam (Thụy Sĩ) và Zürich khoảng 86 km về hướng đông-nam (Thụy Sĩ), Strasbourg (Pháp) khoảng 85 km và Karlsruhe khoảng 140 km về hướng bắc cũng như Stuttgart khoảng 200 km về hướng đông-bắc. Đầu thập niên 1930 dân số thành phố vượt ngưỡng 100.000 người và Freiburg trở thành một thành phố lớn từ đây. Freiburg được biết đến bởi trường đại học và nhà thờ cổ xưa, cũng như mức sống cao của người dân và phong cảnh lãng mạn của vùng đất xung quanh Khu rừng Đen (Black Forest). Ngày nay thành phố có khoảng 215.000 dân cư, trong đó có 30.000 là sinh viên của trường Đại học Albert Ludwig, các trường đại học thực hành và Đại học Sư phạm Freiburg.